# Состояние монет

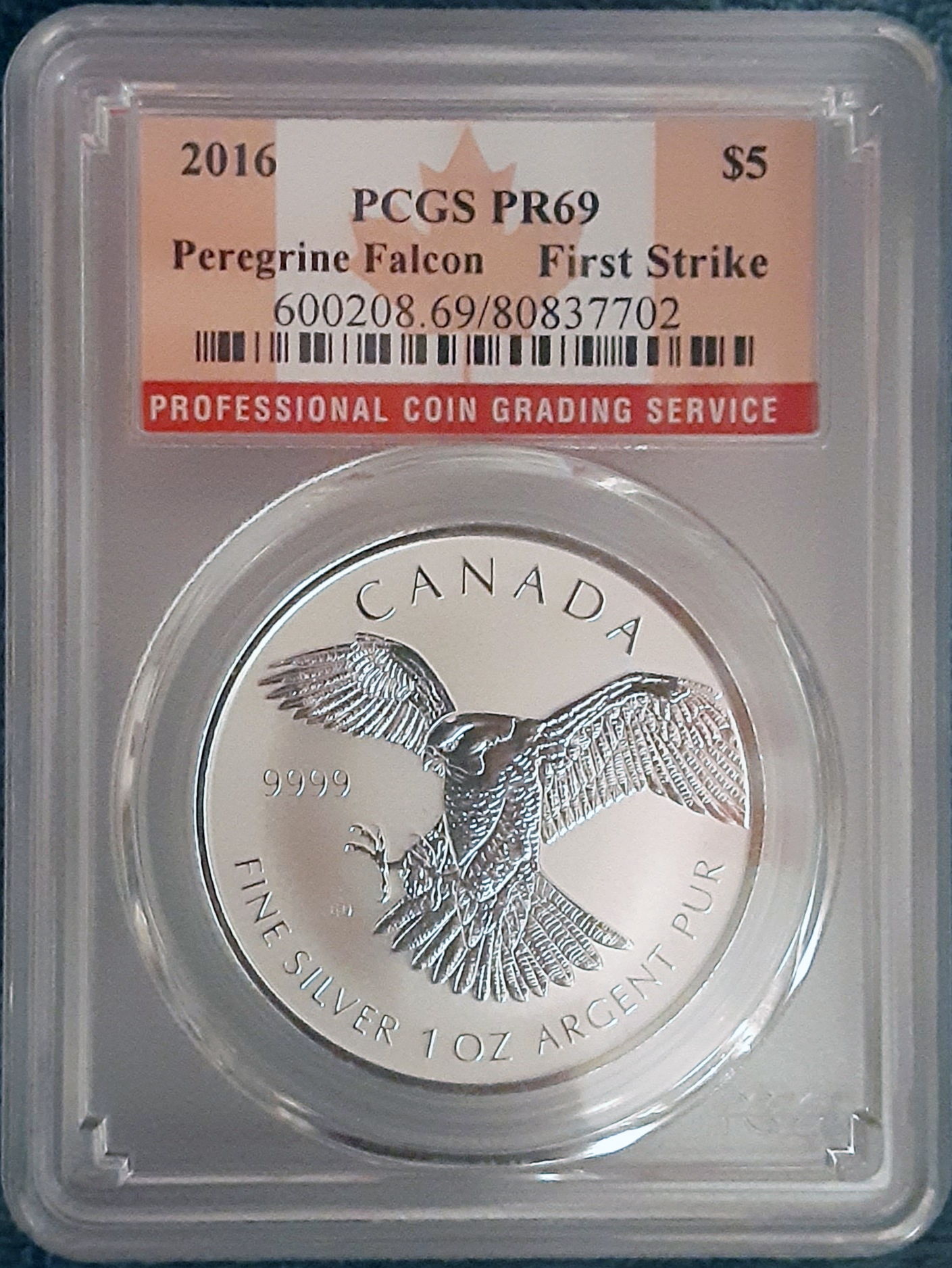
Канадская серебряная монета, состояние которой оценено Professional Coin Grading Service как PR69

Состояние монет — это показатель, отражающий, главным образом, наличие и степень износа (потёртости), а также других повреждений и недостатков у монет, используемый специалистами в области нумизматики для коллекционных и коммерческих целей.

## Важность оценки состояния монет
Внимательные коллекционеры-нумизматы и профессиональные дилеры на рынке монет придают немалое значение состоянию или степени сохранности монет. Состояние монеты является важнейшим критерием, определяющим её коллекционную ценность. Коллекционная или нумизматическая ценность монеты — это разница между суммой, которую за эту монету готовы платить коллекционеры, и её номинальной стоимостью (или ценой металла монеты).
Оценка состояния монеты имеет главной целью определение её нумизматической (или коллекционной) цены. Ввиду того, что большинство старинных монет в процессе своего длительного обращения значительно изнашивалось, монет в высокой степени сохранности осталось намного меньше, чем сильно стёртых. Вот почему монеты в хорошем состоянии порой имеют очень высокую коллекционную стоимость по сравнению с такими же, но при этом плохо сохранившимися экземплярами. На сегодняшнем нумизматическом рынке весьма небольшое различие в состоянии некоторых монет иногда может означать многократное различие в их цене.
Рынок коллекционных монет постоянно меняется, а вместе с ним постепенно меняются научные и коммерческие стандарты и представления, касающиеся определения сохранности монет. С годами состояние монет всё более существенно влияет на их коллекционную цену, и вместе с этим оценка состояния монет постепенно становится всё более детальной и точной.
| Международная система                  | Шкала доктора Шелдона | Российская терминология           |
| -------------------------------------- | --------------------- | --------------------------------- |
| PF (Proof)                             | PF 1-70               | полированная                      |
| PL (Proof-like)                        | MS 60-70 PL           | превосходная с зеркальным блеском |
| BU (Brilliant Uncirculated)            | MS 65-70              | превосходная                      |
| UNC (Uncirculated)                     | MS 60-64              | превосходная                      |
| AU+ (Choice Almost/About Uncirculated) | AU 55, 58             | почти превосходная                |
| AU (Almost/About Uncirculated)         | AU 50, 53             | почти превосходная                |
| XF+ (Choice Extremely Fine)            | XF 45                 | отличная                          |
| XF (Extremely Fine)                    | XF 40                 | отличная                          |
| VF+ (Choice Very Fine)                 | VF 30, 35             | почти отличная                    |
| VF (Very Fine)                         | VF 20, 25             | очень хорошая                     |
| F (Fine)                               | F 12, 15              | хорошая                           |
| VG (Very Good)                         | VG 8, 10              | удовлетворительная                |
| G (Good)                               | G 4, 6                | неудовлетворительная              |
| AG (Almost/About Good)                 | AG 3                  | неудовлетворительная              |
| FA (Fair)                              | FA 2                  | неудовлетворительная              |
| PR (Poor)                              | PR 1                  | неудовлетворительная              |

## История оценки состояния монет
Несмотря на то, что люди начали коллекционировать монеты, а также торговать ими как предметами коллекционирования уже очень давно, первые по-настоящему серьёзные попытки научно оценивать состояние монет были сделаны лишь в середине XIX века. Благодаря западным авторам нумизматических каталогов того времени, которые в своих работах начали определять коллекционные цены монет в зависимости от различной степени их сохранности, в сообществе нумизматов впервые появляется такое понятие, как градации состояния монет.
Сначала различали очень небольшое число градаций состояния (или степеней сохранности) монет. Так, многие авторы монетных каталогов ещё в 60—70-х годах XIX столетия обычно приводили денежную оценку коллекционной стоимости монет не более, чем в 2 — 3 степенях их сохранности. Однако в дальнейшем оценка состояния монет становилась всё более и более точной, и специалисты в этой области постепенно начинали различать всё больше градаций состояния.
В первой половине XX века, во многом благодаря Американской нумизматической ассоциации (American Numismatic Association, ANA), которая внесла немалый вклад в дело научной оценки состояния монет, профессиональные англоязычные нумизматы уже различали шесть основных степеней сохранности монет (Good, Very Good, Fine, Very Fine, Extremely Fine, Uncirculated), которые и сегодня лежат в основе общепринятых международных стандартов оценки состояния монет.
Шагом вперёд на пути усовершенствования существовавших на тот момент стандартов оценки сохранности монет стала работа доктора Уильяма Герберта Шелдона (англ. William Herbert Sheldon), изданная им в середине 1940-х годов в США. В этой работе, посвящённой ранним американским одноцентовым монетам и их коллекционированию, автор сделал попытку более точно и тщательно оценивать их состояние с целью определения их коллекционной стоимости. Суть этой усовершенствованной системы оценки состояния монет, получившей впоследствии название системы или шкалы Шелдона (англ. Sheldon scale), заключалась в различии гораздо большего количества степеней сохранности (градаций состояния) монет по сравнению с существовавшими тогда стандартами, разработанными ранее Американской нумизматической ассоциацией. Иными словами, система Шелдона различает более мелкие и тонкие степени и градации каждой из базовых степеней сохранности, которые были известны ранее. Со временем система Шелдона, набирая всё большую популярность, стала применяться не только в отношении ранних одноцентовиков, но и, начиная с 1970-х годов, в отношении вообще любых монет.
Система Шелдона определяет состояние монеты по шкале от 1 до 70 баллов (1 балл соответствует практически полностью стёртой монете, а оценку в 70 баллов присваивают совершенно безупречной необращавшейся монете). Эта система оценки сохранности монет, получая в последние десятилетия всё большее распространение в мире, в слегка доработанном виде легла в основу стандартов, в соответствии с которыми производится оценка состояния и сертификация (так называемый «грейдинг») монет независимыми экспертными компаниями на современном нумизматическом рынке.

## Существующие международные стандарты оценки состояния монет
Оценка состояния монет состоит, главным образом, в определении степени их потёртости. Чем значительнее стёрта (изношена) монета, чем меньше различимо элементов её рисунка, тем хуже её состояние (или ниже степень сохранности).
В соответствии с общепринятыми международными стандартами оценки состояния, используемыми сегодня большинством нумизматов, различают следующие основные градации состояния монет (или степени их сохранности):
Uncirculated (превосходное состояние). В данном состоянии монета не должна иметь никаких признаков потёртости, а все её детали рисунка обычно чётко различимы. У монет в этом состоянии на всей площади их поверхности часто присутствует оригинальный «чеканный» блеск. При этом допустимо присутствие незначительных следов от хранения монет в мешках в виде мелких забоин или царапин и некоторых других недостатков. Специалисты по шкале Шелдона в зависимости от наличия и значительности этих недостатков различают одиннадцать мелких градаций данного состояния от MS 60 до MS 70. Термин MS (сокращение от «mint state»), используемый специалистами по шкале Шелдона, является синонимом понятия Uncirculated.
Иногда для определения состояния монет, имеющих минимальную, то есть едва заметную потёртость, используют термин About Uncirculated (почти превосходное состояние — сокр. AU, реже aUNC). По системе Шелдона, как правило, различают четыре градации состояния About Uncirculated: AU 50, AU 53, AU 55 и AU 58.
Extremely Fine (отличное состояние). Монеты в состоянии Extremely Fine (сокр. XF) имеют весьма незначительную потёртость наиболее выступающих мелких элементов рисунка. Обычно на таких монетах хорошо различимо не менее 90 — 95 % мелких деталей. Специалисты по системе Шелдона делят монеты в таком состоянии на две градации: XF 40 и XF 45.
Very Fine (очень хорошее состояние). В состоянии Very Fine (сокр. VF) монеты уже имеют весьма заметную потёртость, и несколько сглаженные детали рисунка (как правило, хорошо различимо лишь порядка 75 % деталей рисунка). По шкале Шелдона монеты такой сохранности делят на следующие категории: VF 20, VF 25, VF 30, VF 35.
Fine (хорошее состояние). Состояние Fine (сокр. F) определяется выраженной потёртостью поверхностей вследствие длительного пребывания монеты в обращении. Различимо около 50 % оригинальных деталей рисунка монеты. Специалисты по Шелдоновской системе выделяют два состояния: F 12 и F 15.
Very Good (удовлетворительное состояние). Значительная потёртость всей монеты. В состоянии Very Good (сокр. VG), как правило, сохраняется лишь около 25 % от первоначальных элементов рисунка монеты. По шкале Шелдона выделяются состояния VG 8 и VG 10.
Good (слабое состояние — сокр. G). Очень интенсивная потёртость монеты. Обычно различимы преимущественно самые крупные детали оформления монеты. В соответствии с системой Шелдона различаются две степени этого состояния — G 4 и G 6.
Также иногда выделяются три ещё более худших состояния: About Good (сокр. AG, по шкале Шелдона — AG 3), Fair (сокр. FA, по шкале Шелдона — FA 2) и Poor (сокр. PR, по шкале Шелдона — PR 1).
Суммируя вышесказанное об основных степенях сохранности монет по международным стандартам и терминологии 70-балльной системы Шелдона, можно составить следующую таблицу:
| Международные градации | Обозначения по системе Шелдона                | Российские обозначения |
| ---------------------- | --------------------------------------------- | ---------------------- |
| Uncirculated           | MS 60, 61, 62, 63, 64, 65, 66, 67, 68, 69, 70 | Превосходное           |
| About Uncirculated     | AU 50, 53, 55, 58                             | Почти превосходное     |
| Extremely Fine         | XF 40, 45                                     | Отличное               |
| Very Fine              | VF 20, 25, 30, 35                             | Очень хорошее          |
| Fine                   | F 12, 15                                      | Хорошее                |
| Very Good              | VG 8, 10                                      | Удовлетворительное     |
| Good                   | G 4, 6                                        | Слабое                 |

Шкала Шелдона

Иногда, как высшая степень сохранности монет, чеканенных обычными штемпелями, выделяется Brilliant uncirculated (BU). Монеты в состоянии BU не были в обращении, сохраняют первоначальный блеск, не должны иметь никаких дефектов, видимых невооружённым глазом.
От монет обычного регулярного выпуска следует отличать монеты особого улучшенного чекана — так называемые «полированные» монеты или «пруфы» (англ. — proof). Эти особые монеты, которые чеканятся по специальной технологии исключительно для коллекционеров, а не для обращения, заметно отличаются от монет обычного выпуска зеркальным блеском своих поверхностей, очень чёткой проработкой деталей рисунка, а иногда также и некоторыми другими признаками. Например, сейчас монеты качества Proof чеканят преимущественно со слегка «матовыми» изображениями и надписями, которые красиво контрастируют с зеркальным полем таких монет. Термином «Proof» обозначают не состояние монет, то есть степень их износа, а особое качество или метод их чеканки. Специалисты, оценивающие состояние монет по 70-балльной шкале Шелдона, присваивают «пруфам», как и обычным монетам для обращения, числовую оценку состояния от 1 до 70 баллов в зависимости от степени их повреждённости.

## Профессиональный грейдинг или сертификация монет с целью точного определения их состояния
Нововведением, повлиявшим на рынок монет, стала их сертификация с целью определения их сохранности, а также их упаковка в прочные и удобные пластиковые капсулы («слабы» — англ. «slab»). Этот процесс, получивший название «грейдинг» (от англ. «to grade» — определять, оценивать качество), берёт своё начало с середины 1980-х годов. Начиная с этого времени, любой желающий может отправить свои монеты в офис одной из независимых экспертных компаний, осуществляющих оценку состояния монет, и за соответствующую плату получить свои монеты уже запечатанными в «слабы». «Слаб» представляет собой прозрачную герметичную прямоугольную капсулу из твёрдого пластика с указанием номинала и даты выпуска монеты, страны выпуска, а также характеристик, отличающих данную разновидность монеты от других разновидностей, когда это необходимо. Кроме того «слаб» содержит официальную оценку состояния находящейся в нём монеты по 70-балльной шкале Шелдона, сделанную экспертами компании, запечатавшей монету в «слаб», уникальный идентификационный номер «слаба», а с начала 1990-х годов ещё и штрихкод.
Все монеты, поступающие на сертификацию или «грейдинг», должны проходить тщательное и всестороннее изучение экспертами-нумизматами. В «слабы» не должны запечатываться никакие «проблемные» монеты — то есть монеты с любыми неестественными повреждениями и признаками реставрации (например, чищенные монеты или монеты в искусственной патине и т. д.), а также монеты, подлинность которых вызывает сомнения. Монету, помещённую в «слаб», невозможно извлечь из него, не повредив его.
Монета, прошедшая «грейдинг» и запечатанная в «слаб» авторитетной независимой компанией, специализирующейся на оценке состояния и сертификации монет, получает на нумизматическом рынке определённые преимущества по сравнению с несертифицированными монетами. Прежде всего, «слаб» должен обеспечивать профессионально определённую оценку состояния монеты, от которой может очень сильно зависеть цена монеты.
Благодаря этим особенностям «грейдинга» на рынок монет приходит всё больше новых коллекционеров и инвесторов, желающих иметь дополнительные гарантии в отношении качества и подлинности приобретаемых ими монет. Из-за профессионального «грейдинга» и сертификации монет нумизматический рынок растёт и расширяется, привлекая инвестиционные деньги и приобретая со временем некоторые черты фондового рынка. Монеты становятся более ликвидным товаром по сравнению с другими предметами коллекционирования, что выражается, в том числе, и в неуклонном росте «заочной» торговли сертифицированными монетами, включая торговлю через интернет.
Однако в последние годы доверие к слабам снижается из-за многочисленных случаев их фальсификации.
Упаковка монет в слаб имеет определённые недостатки. К объективным недостаткам относятся следующие:
- 1) невозможность видеть гурт монеты в слабах старой конструкции;
- 2) невозможность создания высококачественного изображения монеты с высоким разрешением, особенно в случае необходимости неортогональной проекции («взгляд под углом»);
- 3) невозможность альтернативной или дополнительной экспертизы без разрушения слаба;
- 4) прекращение образования естественной, в том числе «кабинетной» патины, что особенно важно для медных монет;
- 5) проблемы с креплением монет, имеющих неправильную конфигурацию, например, овальную форму.

Слабы имеют также и важнейший субъективный недостаток — невозможность «почувствовать» и внимательно рассмотреть монету, взяв её непосредственно в руки (естественно, соблюдая меры предосторожности и касаясь только гурта, при необходимости — например, в хлопчатобумажных перчатках). Высокое психологическое значение этой особенности обусловлено тем, что владение монетами, в отличие от иных объектов коллекционирования, например, картин, исторически и функционально предполагает тактильный контакт с ними.
В силу указанных недостатков многие коллекционеры принципиально не приобретают монеты в слабах. На российских нумизматических очных и интернет-аукционах монеты в слабах пока не вызвали революции, количество таких монет ничтожно мало по сравнению с общим количеством предложений. Таким образом, в настоящее время на российском нумизматическом рынке монеты в слабах привлекательны прежде всего для инвесторов, и в существенно меньшей степени — для остальных коллекционеров, не преследующих инвестиционных целей.